# Dargnies
Dargnies est une commune française située dans le département de la Somme en région Hauts-de-France.

## Géographie

### Localisation
Dargnies est un village picard du Vimeu proche de la Normandie.
À vol d'oiseau, la commune est située à 5 km au sud de Friville-Escarbotin, 6 km au sud-ouest de Feuquières-en-Vimeu , 7 km au nord de Gamaches, 8 km à l'est d'Eu-le-Tréport, 23 km au sud-ouest d'Abbeville, 35 km au nord-est de Dieppe et à 58 km au nord-ouest d'Amiens.
Le territoire de la commune est limitrophe de ceux de six communes.
Les communes limitrophes sont  Beauchamps, Bouvaincourt-sur-Bresle, Embreville, Fressenneville, Woincourt et Yzengremer.

### Hydrographie
La commune est située dans le bassin Seine-Normandie. Elle n'est drainée par aucun cours d'eau,.

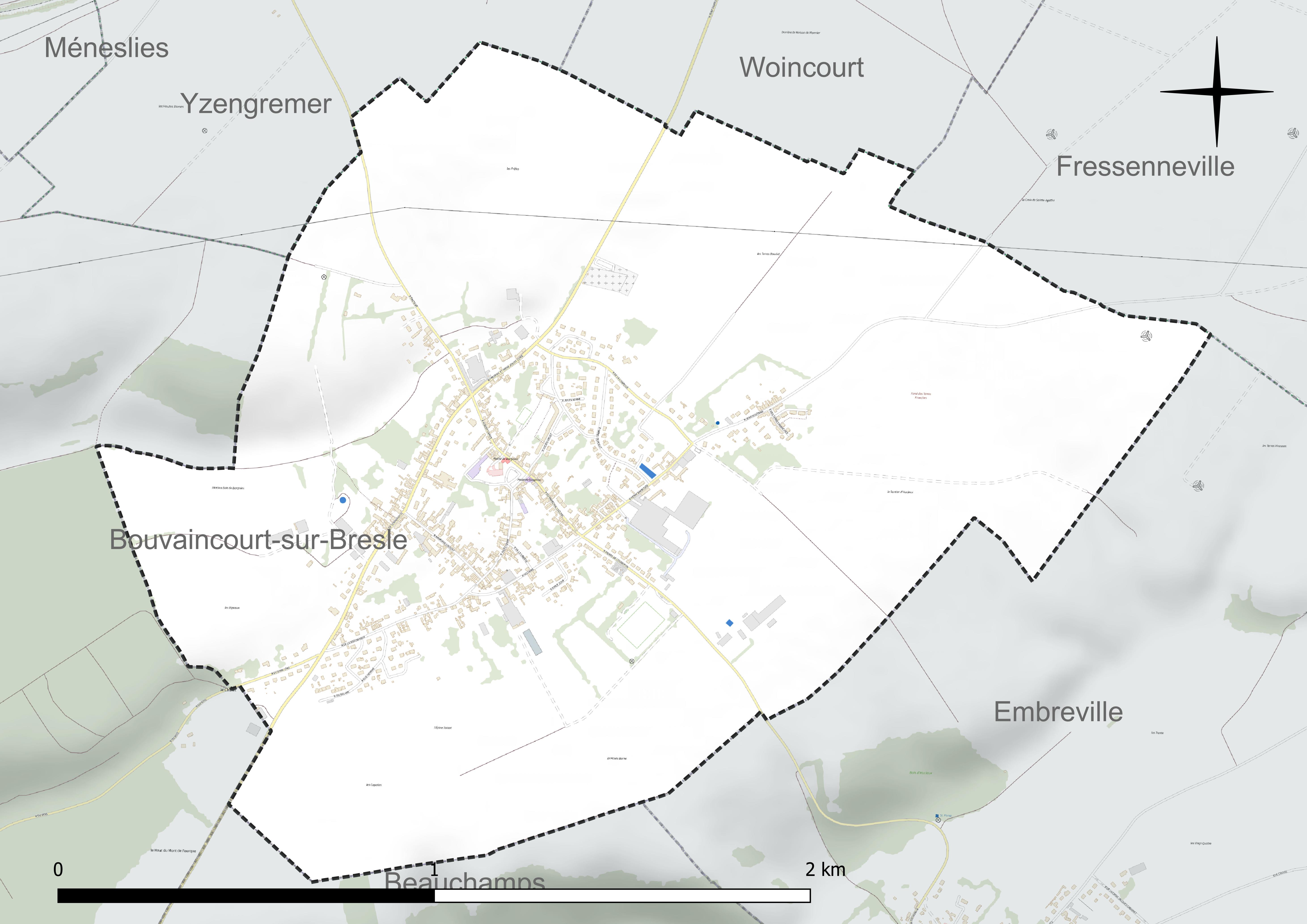
Réseau hydrographique de Dargnies.

### Climat
Pour des articles plus généraux, voir Climat des Hauts-de-France et Climat de la Somme.
En 2010, le climat de la commune est de type climat océanique franc, selon une étude du CNRS s'appuyant sur une série de données couvrant la période 1971-2000. En 2020, Météo-France publie une typologie des climats de la France métropolitaine dans laquelle la commune est exposée à un climat océanique et est dans la région climatique Côtes de la Manche orientale, caractérisée par un faible ensoleillement (1 550 h/an) ; forte humidité de l'air (plus de 20 h/jour avec humidité relative > 80 % en hiver), vents forts fréquents.
Pour la période 1971-2000, la température annuelle moyenne est de 10,1 °C, avec une amplitude thermique annuelle de 13,7 °C. Le cumul annuel moyen de précipitations est de 877 mm, avec 13,1 jours de précipitations en janvier et 8,9 jours en juillet. Pour la période 1991-2020, la température moyenne annuelle observée sur la station météorologique la plus proche, située sur la commune de Cayeux-sur-Mer à 16 km à vol d'oiseau, est de 11,4 °C et le cumul annuel moyen de précipitations est de 761,1 mm,. Pour l'avenir, les paramètres climatiques de la commune estimés pour 2050 selon différents scénarios d'émission de gaz à effet de serre sont consultables sur un site dédié publié par Météo-France en novembre 2022.

## Urbanisme

### Typologie
Au 1er janvier 2024, Dargnies est catégorisée bourg rural, selon la nouvelle grille communale de densité à sept niveaux définie par l'Insee en 2022.
Elle est située hors unité urbaine. Par ailleurs la commune fait partie de l'aire d'attraction de Friville-Escarbotin, dont elle est une commune de la couronne,. Cette aire, qui regroupe 33 communes, est catégorisée dans les aires de moins de 50 000 habitants,.

### Occupation des sols
L'occupation des sols de la commune, telle qu'elle ressort de la base de données européenne d'occupation biophysique des sols Corine Land Cover (CLC), est marquée par l'importance des territoires agricoles (80,5 % en 2018), en diminution par rapport à 1990 (82,7 %). La répartition détaillée en 2018 est la suivante : 
terres arables (64,2 %), zones urbanisées (19,4 %), prairies (16,3 %), forêts (0,1 %). L'évolution de l'occupation des sols de la commune et de ses infrastructures peut être observée sur les différentes représentations cartographiques du territoire : la carte de Cassini (XVIIIe siècle), la carte d'état-major (1820-1866) et les cartes ou photos aériennes de l'IGN pour la période actuelle (1950 à aujourd'hui).

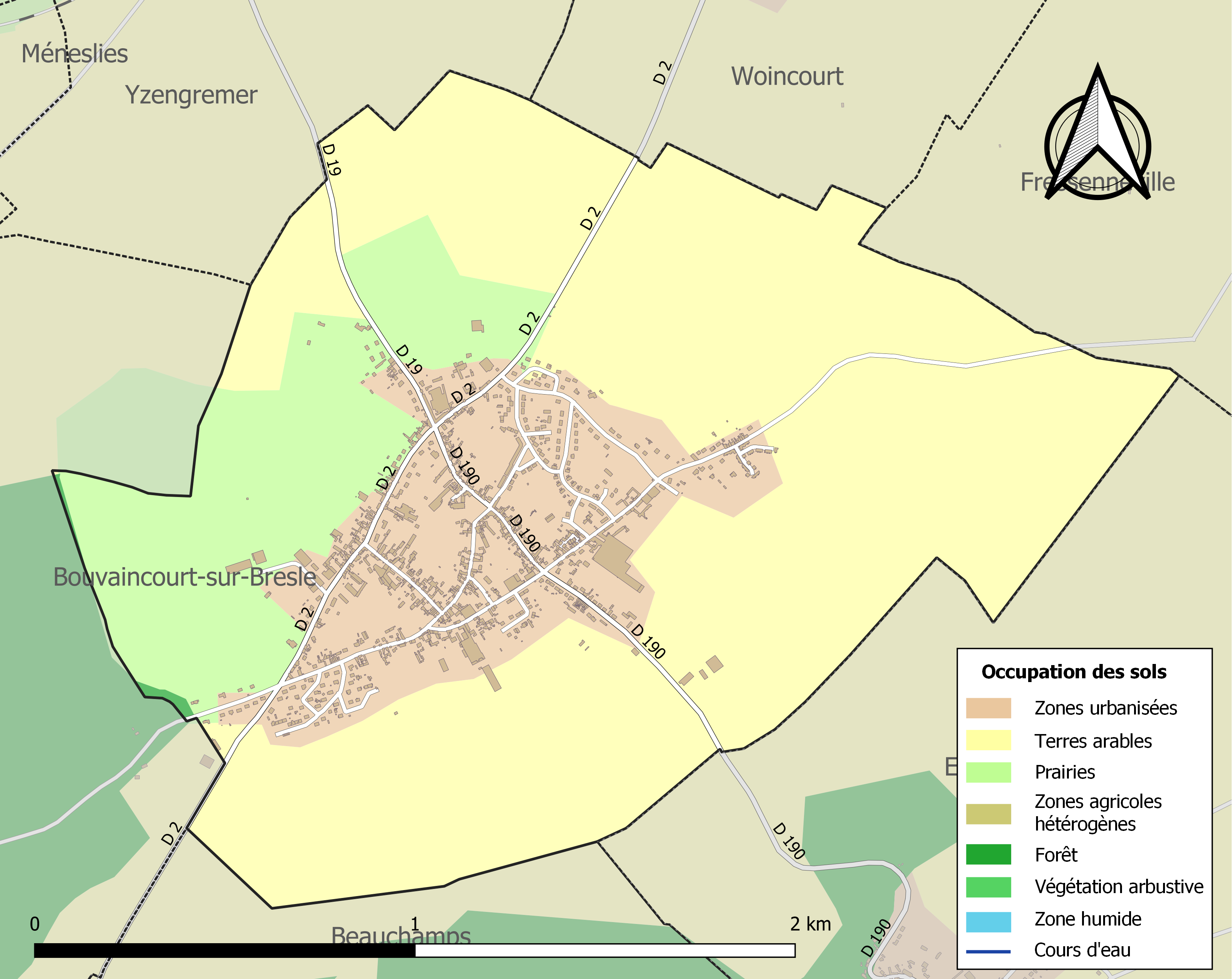
Carte des infrastructures et de l'occupation des sols de la commune en 2018 (CLC).

### Habitat et logement
En 2019, le nombre total de logements dans la commune était de 629, alors qu'il était de 619 en 2014 et de 591 en 2009.
Parmi ces logements, 84,9 % étaient des résidences principales, 3,5 % des résidences secondaires et 11,6 % des logements vacants. Ces logements étaient pour 94 % d'entre eux des maisons individuelles et pour 5,7 % des appartements.
Le tableau ci-dessous présente la typologie des logements à Dargnies en 2019 en comparaison avec celle de la Somme et de la France entière. Une caractéristique marquante du parc de logements est ainsi une proportion de résidences secondaires et logements occasionnels (3,5 %) inférieure à celle du département (8,3 %) mais supérieure à celle de la France entière (9,7 %). Concernant le statut d'occupation de ces logements, 65,9 % des habitants de la commune sont propriétaires de leur logement (65,8 % en 2014), contre 60,2 % pour la Somme et 57,5 pour la France entière.
| Typologie                                               | Dargnies | Somme | France entière |
| ------------------------------------------------------- | -------- | ----- | -------------- |
| Résidences principales (en %)                           | 84,9     | 83,2  | 82,1           |
| Résidences secondaires et logements occasionnels (en %) | 3,5      | 8,3   | 9,7            |
| Logements vacants (en %)                                | 11,6     | 8,5   | 8,2            |

### Voies de communication et transports
En 2019, la localité est desservie par la ligne d'autocars no 3 (Gamaches - Woincourt - Abbeville) du réseau Trans'80, Hauts-de-France, chaque jour de la semaine sauf le dimanche et les jours fériés. Par ailleurs, elle est desservie depuis 2022 par une des trois lignes de transport à la demande organisé par la Communauté de communes des Villes Sœurs.
Elle est  à proximité de l'ancienne gare de Woincourt, sur la ligne Abbeville-Le Tréport, fermée par SNCF Réseau en mai 2018 pour « vétusté ». Depuis lors, les études se succèdent sur les travaux nécessaires et l'avenir de la ligne.

## Toponymie
La forme la plus ancienne, Dareneyum, latinisée, nous est proposée dans un diplôme de Childeberti III, en 704. Un cartulaire de Fouilloy, émanant de Geoffroy, évêque d'Amiens en 1223, signale Daregni. Par Gautier, abbé de Lieu-Dieu, nous trouvons Daregny en 1223 et 1229. La forme actuelle, Dargnies, apparaît en 1646 dans Histoire ecclésiastique d'Abbeville ; puis Darregny en 1263 ; Dargny en 1397 ; Argny en 1567 ; Dargnies en 1646 ; Dergny en 1713 ; Dergni en 1778 ; Dargni-en-Vimeu ; Dargnies-Cornehotte en 1851.
Toponyme formé de la préposition de et du mot arnès « buisson », ancien occitan arn, nom de diverses plantes épineuses.

## Histoire
Jusqu'au XIVe siècle, le village est divisé en deux fiefs : Dargnies et Cornehotte. À partir de 1337, les deux seigneuries sont regroupées sous Jean de Dargnies, chevalier banneret. Par alliance, en 1370, le fief passe à la famille Bournel. Les familles de Cateux, Le Roy, Paschal de Lavernot, Fesnel de Beaumont, Taboureau de Fontaine et à la Révolution, de Vauboulon, détiennent successivement le fief  principal.

## Politique et administration

### Rattachements administratifs et électoraux

#### Rattachements administratifs
La commune se trouve  dans l'arrondissement d'Abbeville du département de la Somme.
Elle faisait partie depuis 1802 du canton de Gamaches. Dans le cadre du redécoupage cantonal de 2014 en France, cette circonscription administrative territoriale a disparu, et le canton n'est plus qu'une circonscription électorale.

#### Rattachements électoraux
Pour les élections départementales, la commune fait partie depuis 2014 d'un nouveau  canton de Gamaches.
Pour l'élection des députés, elle fait partie de la troisième circonscription de la Somme.

### Intercommunalité
Dargnies est membre depuis 2003  de la communauté de communes des Villes Sœurs, un établissement public de coopération intercommunale (EPCI) à fiscalité propre créé en 2000 et auquel la commune a transféré un certain nombre de ses compétences, dans les conditions déterminées par le code général des collectivités territoriales.

### Liste des  maires
| Période                                  | Période                       | Identité          | Étiquette | Qualité                 |
| ---------------------------------------- | ----------------------------- | ----------------- | --------- | ----------------------- |
| Les données manquantes sont à compléter. |                               |                   |           |                         |
| 1953                                     | 1959                          | Elie Hernas       | PCF       |                         |
| 1959                                     | 1971                          | Paul Lenne        |           |                         |
| 1971                                     | 1977                          | Jacques Camenisch |           |                         |
| 1977                                     | 1989                          | Claude Damay      |           |                         |
| mars 1989                                | mars 2001                     | Bernard Derambure | PCF       |                         |
| mars 2001                                | mars 2011                     | Lysiane Daumur    | PCF       | Ouvrière Démissionnaire |
| juin 2011                                | mai 2020                      | Joselyne Brabant  |           |                         |
| mai 2020,                                | En cours (au 8 janvier 2023>) | Benoît Ozenne     |           |                         |

### Tendances politiques et résultats
| Scrutin              | 1er tour | 1er tour | 1er tour | 1er tour | 1er tour | 1er tour | 1er tour | 1er tour | 1er tour | 1er tour | 1er tour | 1er tour |     | 2e tour | 2e tour | 2e tour | 2e tour | 2e tour | 2e tour | 2e tour | 2e tour | 2e tour |
| Scrutin              | 1er      | 1er      | %        | 2e       | 2e       | %        | 3e       | 3e       | %        | 4e       | 4e       | %        | 1er | 1er     | %       | 2e      | 2e      | %       | 3e      | 3e      | %       |         |
| -------------------- | -------- | -------- | -------- | -------- | -------- | -------- | -------- | -------- | -------- | -------- | -------- | -------- | --- | ------- | ------- | ------- | ------- | ------- | ------- | ------- | ------- | ------- |
| Municipales 2020     |          | SE       | 57,79    |          | SE       | 42,20    |          |          |          |          |          |          |     |         |         |         |         |         |         |         |         |         |
| Départementales 2021 |          | RN       | 32,23    |          | UCD      | 21,49    |          | UGE      | 18,60    |          | DVG      | 15,70    |     | UCD     | 59,91   |         | RN      | 40,09   |         |         |         |         |
| Régionales 2021      |          | UCD      | 40,32    |          | RN       | 24,60    |          | UGE      | 16,94    |          | LO       | 8,06     |     | UCD     | 53,53   |         | RN      | 27,39   |         | UGE     | 19,09   |         |
| Présidentielle 2022  |          | RN       | 45,36    |          | LREM     | 18,42    |          | LFI      | 15,02    |          | PCF      | 6,04     |     | RN      | 66,12   |         | LREM    | 33,88   |         |         |         |         |
| Législatives 2022    |          | RN       | 32,87    |          | LR       | 27,27    |          | PCF      | 22,84    |          | LREM     | 13,05    |     | LR      | 50,87   |         | RN      | 49,13   |         |         |         |         |
| Européennes 2024     |          | RN       | 54,42    |          | PCF      | 8,11     |          | RE       | 8,11     |          | DVD      | 7,64     |     |         |         |         |         |         |         |         |         |         |
| Législatives 2024    |          | RN       | 49,73    |          | LR       | 26,93    |          | PCF      | 17,95    |          | HOR      | 3,77     |     | RN      | 55,66   |         | LR      | 44,34   |         |         |         |         |

## Équipements et services publics

### Enseignement
Les enfants de la commune sont scolarisés dans les écoles Paul-Lenne et Léone-Petit, construites au début des années 1960, dotées d'une cantine et d'une garderie.

### Équipements culturels
Dargnies dispose d'une bibliothèque municipale qui gère un fonds de plus de 5 500 ouvrages, variés et destinés à tous les publics : enfants, adolescents et adultes.

### Postes et télécommunications
La commune dispose d'un bureau de poste, qui, en 2020, n'est ouvert que les matins.

### Justice, sécurité, secours et défense
La commune s'est dotée en 2021 d'un dispositif de vidéosurveillance de l'espace public afin de lutter contre les actes d'incivilité ou de petite délinquance. Les17 caméras sont implantées aux entrées du village ou à proximité des lieux publics et des sorties d'écoles,.
Le centre de première intervention (CPI) des pompiers de Dargnies, recréé en 2016, protège la commune.

## Population et société

### Démographie
L'évolution du nombre d'habitants est connue à travers les recensements de la population effectués dans la commune depuis 1793. Pour les communes de moins de 10 000 habitants, une enquête de recensement portant sur toute la population est réalisée tous les cinq ans, les populations de référence des années intermédiaires étant quant à elles estimées par interpolation ou extrapolation. Pour la commune, le premier recensement exhaustif entrant dans le cadre du nouveau dispositif a été réalisé en 2004.

En 2022, la commune comptait 1 150 habitants, en évolution de −9,45 % par rapport à 2016 (Somme : −1,26 %, France hors Mayotte : +2,11 %).
| 1793 | 1800 | 1806 | 1821 | 1831 | 1836 | 1841 | 1846 | 1851 |
| ---- | ---- | ---- | ---- | ---- | ---- | ---- | ---- | ---- |
| 564  | 518  | 684  | 629  | 605  | 617  | 668  | 767  | 740  |

| 1856 | 1861 | 1866 | 1872  | 1876  | 1881  | 1886  | 1891  | 1896  |
| ---- | ---- | ---- | ----- | ----- | ----- | ----- | ----- | ----- |
| 820  | 882  | 972  | 1 108 | 1 174 | 1 224 | 1 251 | 1 244 | 1 258 |

| 1901  | 1906  | 1911  | 1921  | 1926  | 1931  | 1936  | 1946  | 1954  |
| ----- | ----- | ----- | ----- | ----- | ----- | ----- | ----- | ----- |
| 1 308 | 1 368 | 1 385 | 1 221 | 1 206 | 1 175 | 1 154 | 1 063 | 1 176 |

| 1962  | 1968  | 1975  | 1982  | 1990  | 1999  | 2004  | 2006  | 2009  |
| ----- | ----- | ----- | ----- | ----- | ----- | ----- | ----- | ----- |
| 1 199 | 1 347 | 1 455 | 1 388 | 1 481 | 1 443 | 1 373 | 1 346 | 1 315 |

| 2014  | 2019  | 2022  | - | - | - | - | - | - |
| ----- | ----- | ----- | - | - | - | - | - | - |
| 1 286 | 1 197 | 1 150 | - | - | - | - | - | - |

### Sports et loisirs
L'AS Dargnies était un club local évoluant en district. Il a fusionné en 2015 avec le FC Woincourt pour former l'Avenir Woincourt-Dargnies.

### Vie associative
La commune accueille une quinzaine d'associations, dont la plus ancienne, l'Amicale des Anciens Élèves, ou AAED, a été créée le 14 novembre 1922.
L'Amicale de Solidarité de Dargnies vient en aide aux plus démunis, notamment à travers sa banque alimentaire.

### Économie
La commune de Dargnies est dotée d'un Carrefour Contact, supermarché local de petite surface, qui permet aux Dargnisiens ou aux habitants des communes locales de faire des achats de première nécessité.

## Culture locale et patrimoine

### Lieux et monuments
- Comme la plupart des villages du Vimeu, Dargnies abritait de nombreux petits ateliers de serrurerie. Il est encore possible de les deviner car les anciens locaux des usines ou des logements des ouvriers sont encore bien visibles.
- Église Saint-Wandrille : 
L'ancienne église Saint-Wandrille de Dargnies est connue par des descriptions et des représentations du milieu du XIXe siècle. Comme beaucoup d'églises du Vimeu, elle conservait une nef romane, un clocher porche du XIIIe siècle et un chœur reconstruit et agrandi au XVe siècle.
Sa reconstruction, au même emplacement mais réorienté pour ouvrir sur la place publique du village, est réalisée en deux campagnes, dans la 2e moitié du XIXe siècle.
Celle du chœur et de la nef, menée sous la direction de l'architecte Colombel, s'achève en 1863. En 1877, c'est l'architecte diocésain François Céleste Massenot qui signe les plans de construction des deux dernières travées et du clocher, achevés en 1883. Enfin, en 1885, les plans du beffroi sont commandés à l'architecte Louis Henry Antoine.
L'association Sauvons notre église Saint-Wandrille créée en 2004 contribue aux travaux d'entretien de l'édifice[48].

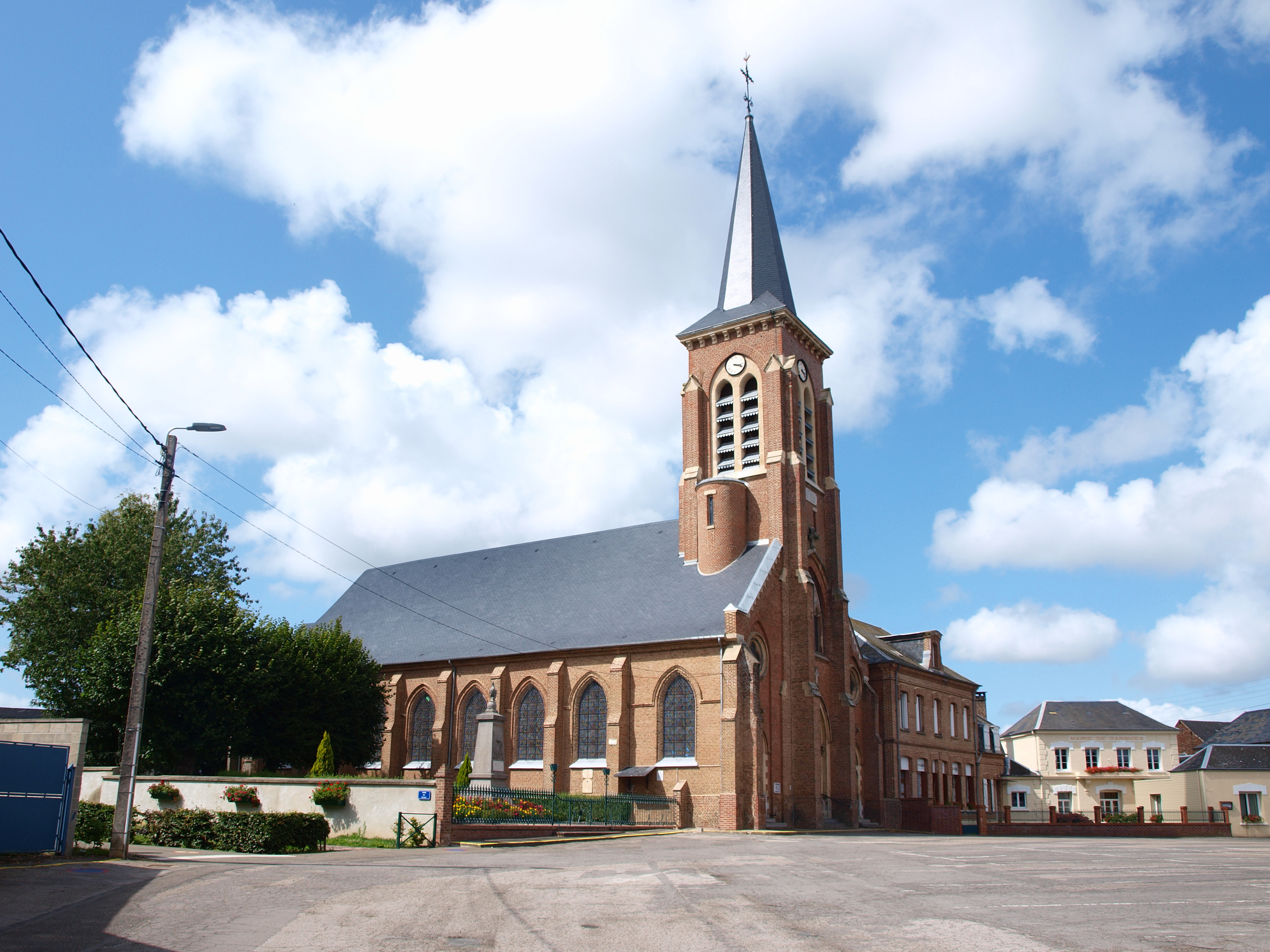
L'église Saint-Wandrille.
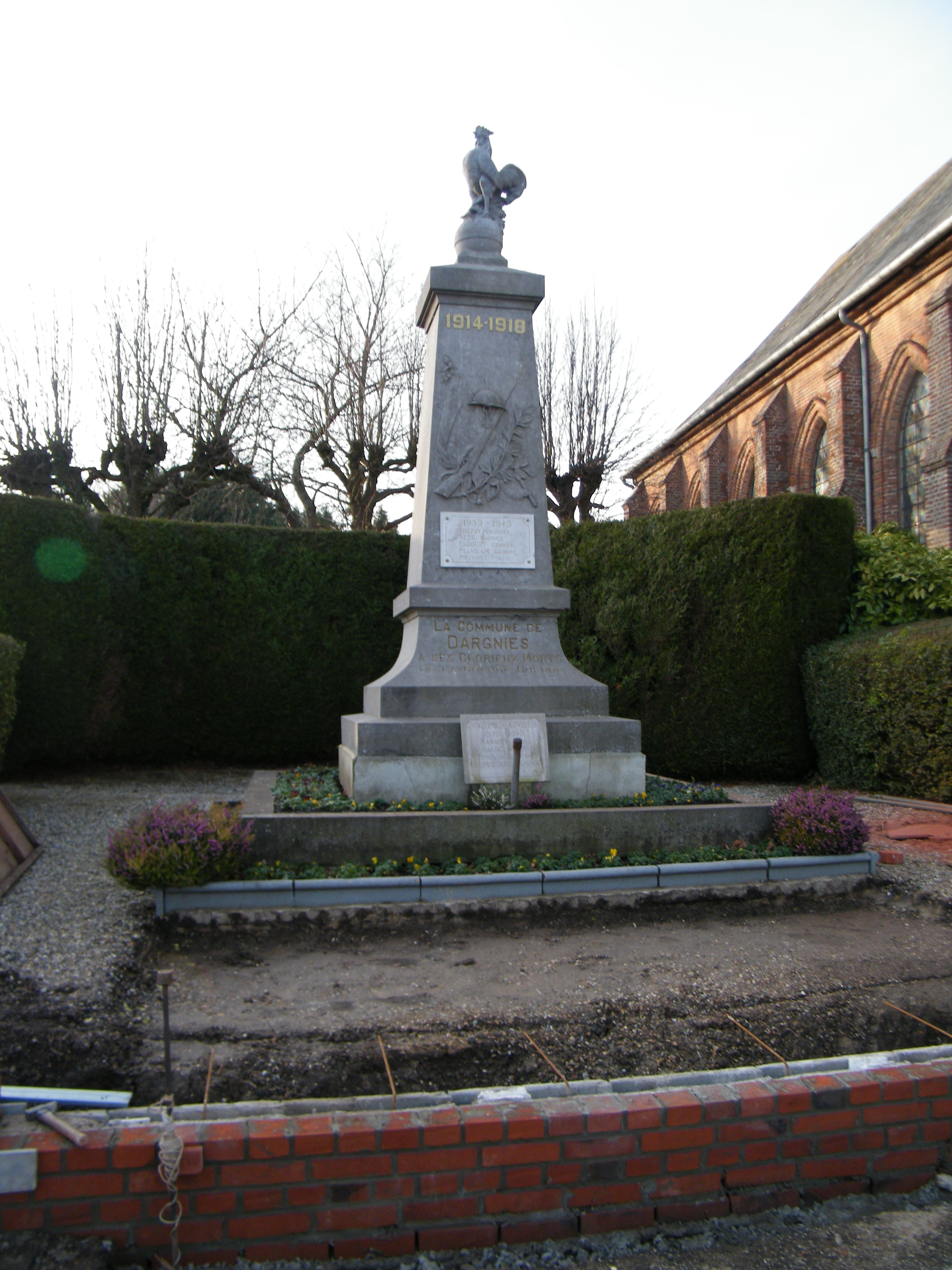
Monument aux morts.
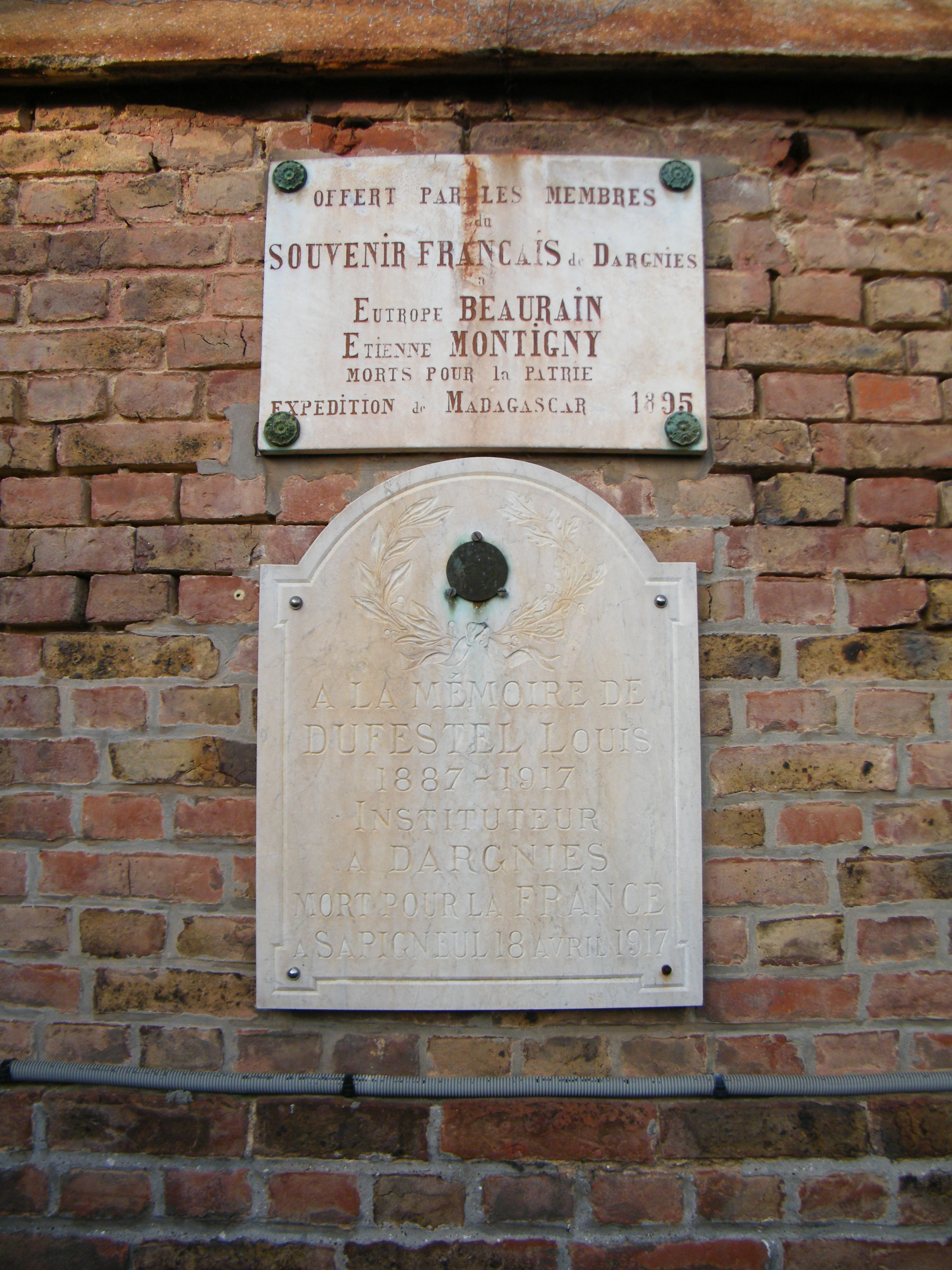
Hommages sur le mur de l'église.
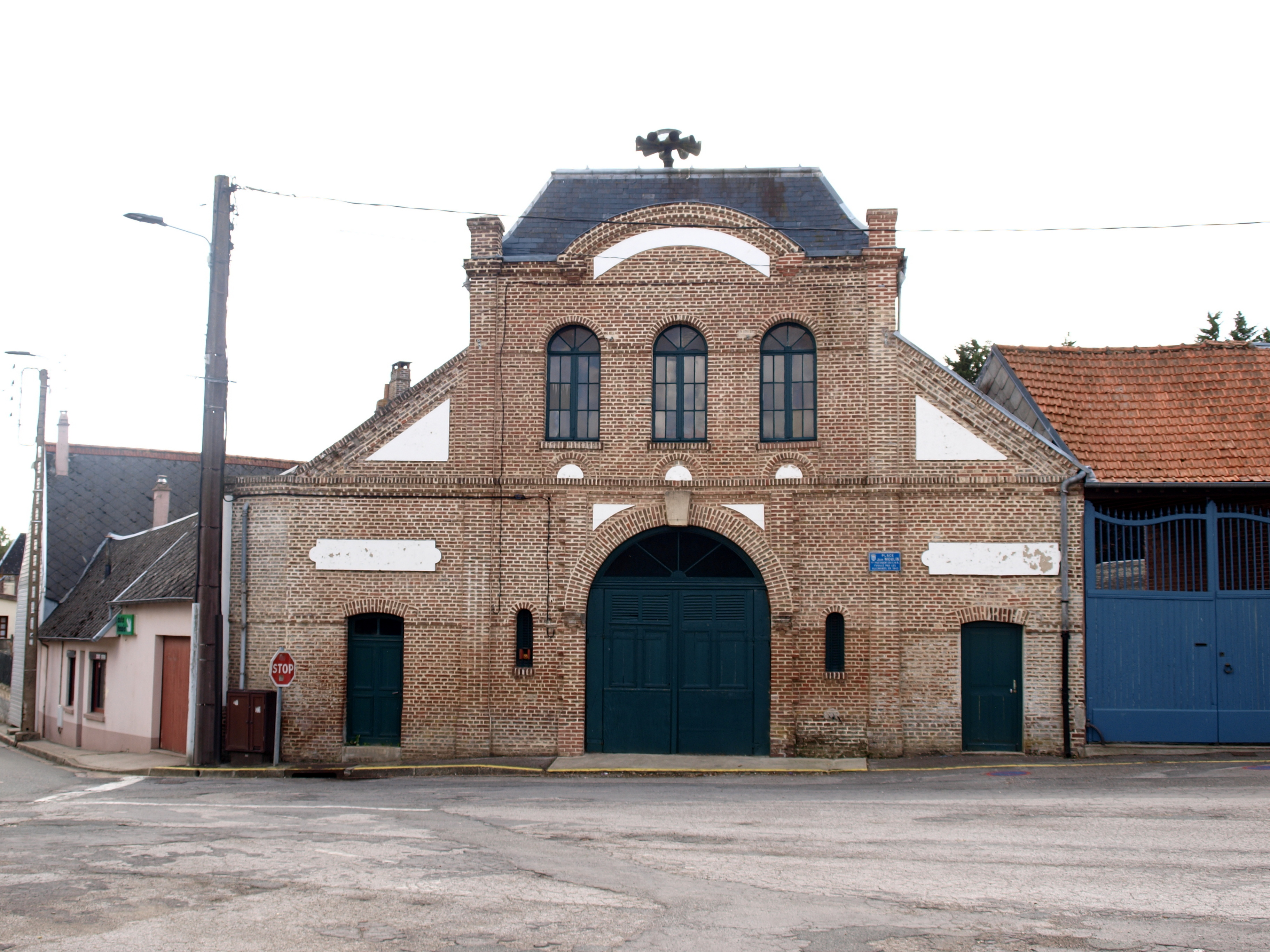
Patrimoine, place Jean-Moulin.

### Personnalités liées à la commune
- Armel Depoilly (1901-1988), conteur et poète picardisant, décoré des Palmes académiques, né à Dargnies. Une rue du village porte son nom[23].
- Guy Hernas (1934-1998), footballeur français, est né et mort à Dargnies.

### Héraldique
| Blason de Dargnies | Blason  | D'argent aux trois fasces d'azur. |
| Blason de Dargnies | Détails | Les armes de la famille De Dargnies (XIIIe et XIVe siècles) ont été choisies par la commune pour figurer dans l'Armorial de la Somme publié en 1972. |